# تيريل كارفر
تيريل كارفر (بالإنجليزية: Terrell Carver)‏ هو مدرس أمريكي، ولد في 4 سبتمبر 1946 في بويسي في الولايات المتحدة.